# Melanie Marshall
Melanie Marshall MBE (* 12. Januar 1982 in Boston, Lincolnshire) ist eine ehemalige britische Schwimmerin. Ihre Hauptstrecken waren die 200 Meter Freistil und die 200 Meter Rücken. Sie hielt den Europarekord über 200 m Freistil (Kurzbahn) vom 21. Januar bis 10. Dezember 2006. Marshall lebt in Loughborough und trainierte im dortigen Universitätssportclub. Aktuell trainiert sie den City of Derby Sports Club mit dem Weltrekordler über 50 und 100 m Brust Adam Peaty.

## Erfolge
- Kurzbahneuropameisterin 2003 in Dublin über 200 Meter Freistil
- Europameisterin 2006 in Budapest mit der 4-mal-100-Meter-Lagenstaffel, Bronzemedaille über 200 Meter Rücken
- Vizeweltmeisterin 2001 in Fukuoka mit der 4-mal-100-Meter-Freistilstaffel
- Fünfte der Kurzbahnweltmeisterschaften 2006 in Shanghai über 100 Meter Freistil